# Ulvikfjord
Der Ulvikfjord (norwegisch: Ulvikafjorden) ist ein nordwestlicher Seitenarm des Osafjords, der wiederum ein nördlicher Seitenarm des Eidfjord ist. Er liegt, wie auch der Osafjord, in seiner Gesamtheit im Gebiet der Kommune Ulvik in der norwegischen Region Hardanger des Fylke Vestland.

## Geographie

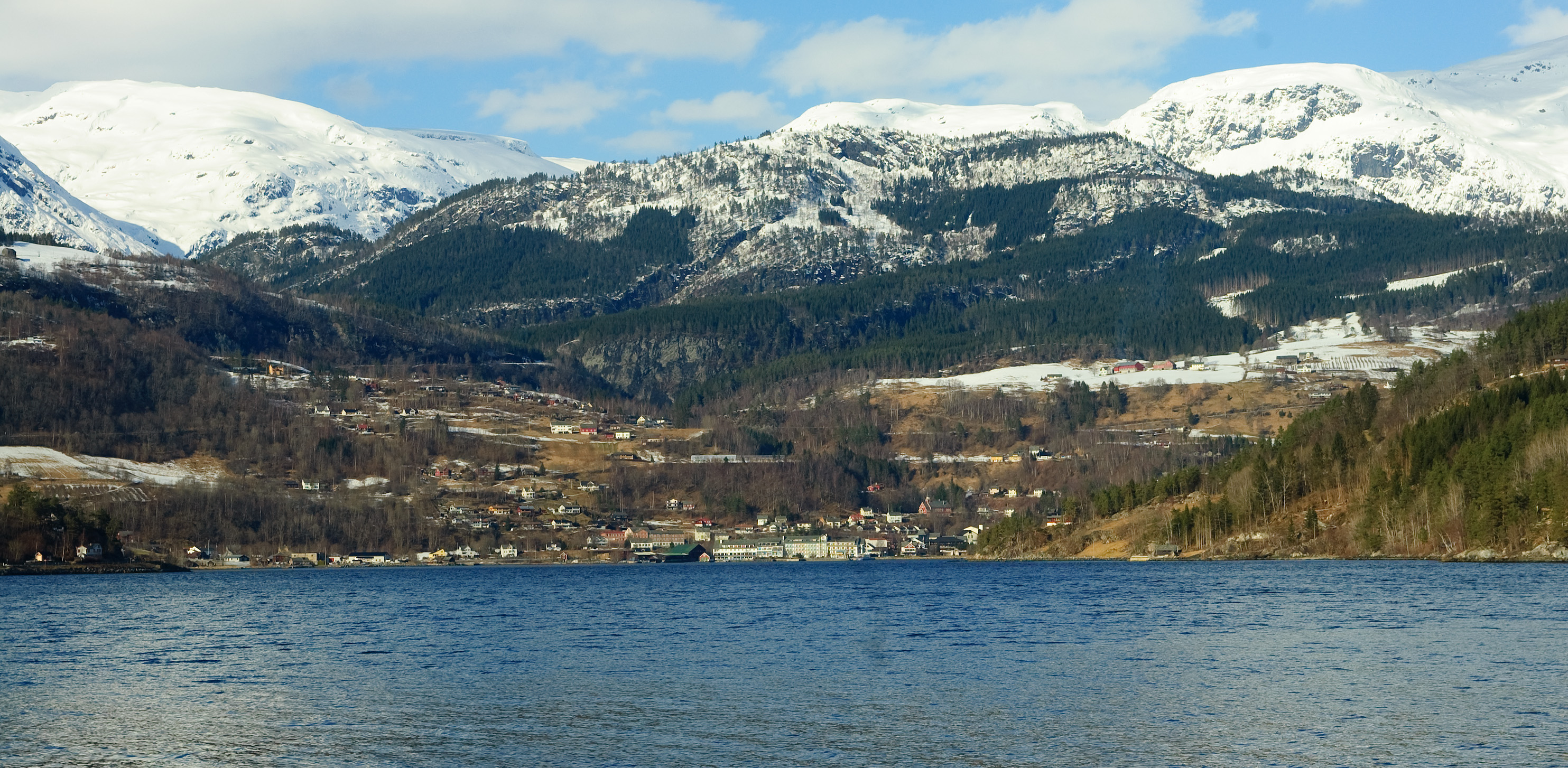
Der Ort Ulvik

Der Fjord ist rund acht Kilometer lang und bis zu 900 m breit. Er beginnt im Süden zwischen dem Staursnes im Südwesten und der Spitze der Halbinsel Birjetangen im Nordosten und erstreckt sich von dort etwa sechs Kilometer nach Norden bis zum Siedlungszentrum von Ulvik, Brakanes, wo er in den zwei Kilometer langen und nach Nordosten verlaufenden Ulvikapollen übergeht. Im Ulvikapollen liegt die kleine Insel Snauholm.
Größtes in den Ulvikfjord mündendes Fließgewässer ist der Tysso, der von Nordwesten und dem See Espelandsvatnet kommend in Brakanes mündet.

## Verkehr
Die Fylkesvei 572 beginnt im Süden an der Riksvei 7 und der 2013 fertiggestellten Hardangerbrua und verläuft entlang dem Westufer des Fjords bis nach Brakanes, wo sie den Fjord verlässt und in Serpentinen nach Nordwesten und Granvin weiterführt. Von Ulvik geht die FV 300 entlang dem Nordufer des Fjords und weiter nach Osten zum Osafjord. Die FV 301 zweigt von der Fv 300 ab und führt oberhalb des östlichen Ufers nach Südwesten zur Siedlung Hjeltnes und von dort weiter nach Süden auf die Halbinsel Birjetangen.
Kreuzfahrtschiffe laufen regelmäßig in den Ulvikfjord und nach Ulvik, dessen Zentrum „Brakanes“ ein beliebtes Touristenziel geworden ist.

## Geschichtliches
Das Dorfzentrum von Ulvik, Brakanes (60° 34′ N, 6° 55′ O), wurde im Zweiten Weltkrieg am 25. April 1940 von deutschen Invasionstruppen vollkommen zerstört. Das Minensuchboot M 1, unter Kapitänleutnant Hans Bartels, und die 1. Schnellbootsflottille, unter Kapitänleutnant Carl-Heinz Birnbacher, brachten Heerestruppen den Hardangerfjord und Eidfjord hinauf und erreichten am 25. April Ulvik. Kurz nachdem die Truppen dort an Land gegangen waren, kamen sie unter Feuer norwegischer Soldaten. Dabei gab es auf den S-Booten einen Toten und 12 Verwundete. Daraufhin ließ Bartels zur Vergeltung das Feuer auf den Ort eröffnen. Was durch den Artilleriebeschuss nicht zerstört wurde, wurde in Brand gesteckt. 56 Häuser wurden zerstört, und nur die Kirche, 1859 erbaut, wurde verschont. Die Bewohner wurden ausgewiesen und durften erst Monate später zurückkehren.